# Them Empty Brains
Them Empty Brains (RA 34) var bandet Ocal Waltz enda album. LP:n spelades in och producerades sommaren och hösten 1987 i Studio Lane i Göteborg, men släpptes inte förrän året därpå, på grund av att skivbolaget Radium 226.05 saknade pengar. Inspelad av pseudonymerna J.J. Hawk, Rob Hawk och Lo Johansen. Den mixades av Ruin Hawk, vilket är pseudonym för Rune Johansson, tillsammans med Ocal Waltz. Omslaget gjordes av Peter Bryx. Texterna skrevs av Per Undenella som i radioprogrammet  Bommen berättade att titeln "Them Empty Brains" var en hälsning till publiken i Göteborg: "De ser rätt oförstående ut".

## Musiker på skivan
- Per Undenella sång, gitarr
- Mikael Andersson, bas
- Niklas Sundling, klaviatur
- Anders Göransson, trummor

## Låtlista
1. "Them Empty Brains"
2. "Mr Pupp's Yard"
3. "Holiday Crow"
4. "Colour TV"
5. "Hey!"
6. "Pill Party"
7. "Put on Pegs"
8. "That is Correct"
9. "I Eat"
10. "Bathroom Boom"